# Óleo de uva

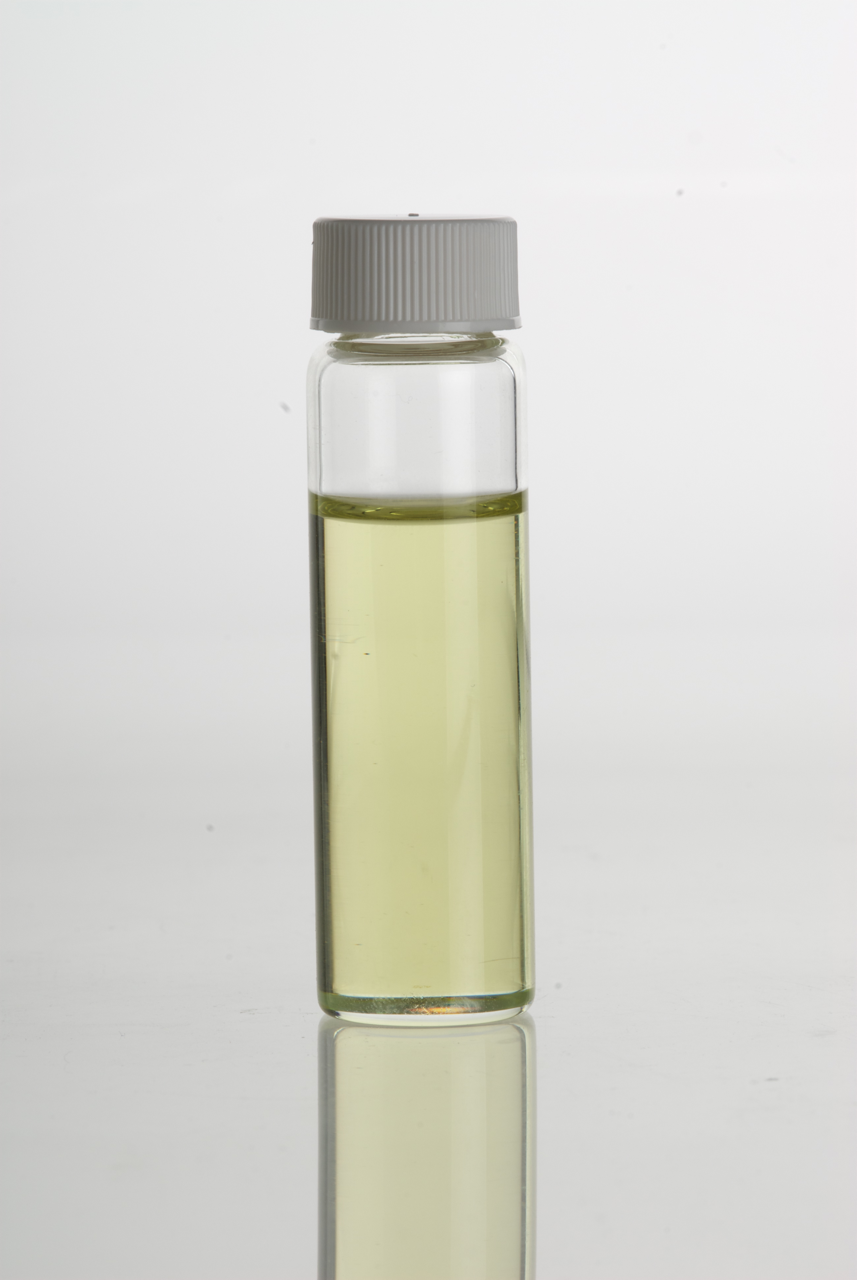
Óleo de uva.

A videira é uma planta de clima temperado, típica do sul da Europa a oeste da Ásia. Ela é muito cultivada em todas as regiões temperadas do mundo. No Brasil ela é mais cultivada na região Sul, mas o seu cultivo vem aumento na região Nordeste devido, principalmente, às técnicas de irrigação. Alemanha, França e Itália foram os primeiros países a beneficiarem o Óleo de Semente de Uva enquanto que na América do Sul foram Argentina e Chile. Os principais produtores mundiais deste óleo são Estados Unidos, Espanha e Itália.

## Sobre o óleo de semente de uva
O Óleo de Semente de Uva é extraído tipicamente através de solventes como, por exemplo, o n-hexano. Também podemos obter o óleo através de prensagem a frio, esta extração é demorada e onerosa, mas o óleo produzido é de altíssima qualidade. Esta extração pode consumir 200 kg de semente para produzir apenas 1 litro de óleo.
O Óleo de Semente de Uva apresenta cor amarelo esverdeado, sabor agradável e odor suave característico. Sua digestibilidade é de 97,2% e a do azeite é de 95%.

### Utilização do óleo de semente de uva
A uva é um fruto muito utilizado para fins alimentícios, tanto in natura como em geléias, sucos, tortas, etc. O Óleo é muito apreciado, substituindo com vantagens o azeite.
O Óleo de Semente de Uva possui a característica de aumentar o bom colesterol e diminuir o mau colesterol e triglicérides, diminuindo os riscos de doenças cardiovasculares. Ele apresenta altos índices de ácido linoleico (conhecido como Ômega 6) e é altamente rico em tocoferol (vitamina E – antioxidante).

### Aplicação do óleo de semente de uva
O Óleo de Semente de Uva tem uma aplicação muito variada na indústria cosmética: cremes hidratantes, xampus, óleos de banho, sabonetes, etc. Também pode ser usado na indústria farmacêutica, de tintas, de alimentos, na aromaterapia entre outras. Tem ótima aplicação para massagem, por ser um óleo fino e ter boa penetração na pele.